# GOPEN

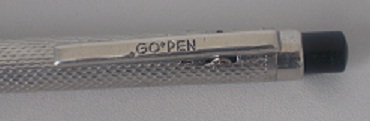
A "GO"PEN golyóstoll csíptetője a márkanévvel

A "GO"PEN tollak voltak Magyarországon és egyben az európai kontinensen elsőként sorozatban gyártott, jól használható golyóstollak. A korán túlmutató technikai megoldása és készítőjének, Goy Andornak a ma ismeretes golyóstollak létrehozásában elévülhetetlen érdemei voltak. Némely szakkönyv a "magyar csoda" néven említi.

## Előzmények
A golyóstoll feltalálójaként világszerte Bíró László Józsefet ismerik, aki kétségtelenül megalkotta a ma ismeretes golyóstollak első kereskedelmi forgalomba hozható változatait és családjával együtt elsőként létrehozta az ebben használható festékanyagot.
Azt már kevesebben tudják, hogy feltaláló- és fejlesztőtársa volt ebben a folyamatban Goy Andor. Ő önszorgalomból vált a két világháború között az irodai és nyomdaiparban kiemelkedő vállalkozóvá. Ezen a téren elismert volta miatt Bíró László vele társult a korábbi licencekből ismerhető, golyóval történő írás eszközének megalkotására.
Ugyanis őket megelőzően már többek is foglalkoztak a mai golyóstoll elődeinek megalkotásával, sőt, ezen megoldásokra saját szabadalmaikat is bejegyeztették. (1888. J. J. Loud – U.S.A.; 1891. E. Lambert – Nagy Britannia; 1895. D. W. Vaughan – Nagy Britannia; 1901. A. J. Schafer – Németország; 1911. J. B. Wright – Nagy Britannia; 1911. M. Baum – Németország; 1911. R. B. Copeland – Nagy Britannia; 1914. H. A. Wiseman – Nagy Britannia; 1924. G. L. Lorenz – Németország; 1932. J. Pignon és J. LaForest – Franciaország; 1935. V. Klimes és P. Eisner – Csehszlovákia)
A szabadalmak között olyan megoldás is akadt, ami a mai töltőtollak irídiumhegye helyén egy kis elforduló, kívül rögzített golyócskát alkalmazott volna, valamint olyanok is, amelyeknél maga a golyó volt a töltőtoll íróhegye. Ez utóbbiak legtöbbje esetén is, a tintafolyást megelőzendő, a feltalálók több belső golyó által adagolták volna szerkezeteikben a tintát az írásra használatos golyóra. Tehát ezek alapjában tértek el a mai golyóstollaktól.
Az utolsó azonban, Klimes csehországi szabadalma, amely dugattyú általi nyomás alatt tartott tintatartályból és egygolyós írócsúcsból állt, már kísértetiesen azonos volt az 1938-as magyar szabadalommal.
Egyes vélemények szerint Bíró László fel is kereste a szabadalmi jogtulajdonost és egyeztetéseket folytatott le vele, hogy a szabadalom a sajátnak tekintett módosításokkal újra bejegyezhető legyen.
Ezt követően került sor Goy Andorral való társulására 1938-ban. Ekkor megállapodást kötöttek egymással arra vonatkozóan, hogy az ötletgazdának – Klimes azonos megoldása ellenére – Bíró Lászlót tekintik, a szabadalmi bejegyzési kérelmet is az Ő nevén nyújtják be. Azonban a szabadalmi védettség anyagi kiadásait is, valamint a gyárthatóság érdekében szükséges fejlesztések anyagi vonzatát is Goy Andor állta, sőt, a próbasorozatnál felmerülő problémákra is utóbbi biztosította a kivitelezhető megoldásokat, a festékanyag kivételével.
Ezen megállapodással egyidejűleg rögzítették azt is, hogy mely országok golyóstoll forgalmazásából melyiküket illeti a majdani bevétel és esetleges licenc díj.

## A „GO”PEN toll megvalósítása
A társulásuk eleinte kiváló eredményekkel indult, a műszaki megoldások közel kész állapotba hozták a golyóstoll szerkezetét, azonban Bíró László a vállalt festékanyaggal nem készült el időre, így a gyártás nem kezdődhetett meg. A végleges megoldás együttes létrehozását megakadályozta a második világháború közeledte is, ami elől Bíró László a származása miatt emigrálni kényszerült 1938 végén.
Ezt megelőzően az elsőként gyártott sorozatot 1938 nyarán Goy Andor készítette el a Goy és Kovalszky üzemükben. Mindezt annak érdekében, hogy a németországi irodagép-technikai üzleti partnereivel lefolytatandó tárgyalásai során a golyóstoll nagy szériás gyártására és forgalomba hozatalára külföldi együttműködő partnert találjon. Mivel az elkészült próbadarab a korábbi feltalálók által is ismert hibajelenséggel rendelkezett, azaz az írásnyom nem volt folytonos, hanem ki-kihagyott szakaszokat, így Goy Andor erre megoldást keresni kényszerült. A golyót felülről tintával ellátó csövecske a golyó erőteljesebb benyomódása esetén elzárult, ilyenkor a tintautánpótlás szakaszosan megszűnt, ezt a problémát kellett orvosolni. A megoldás a tintaellátó csövecske megváltoztatása volt, ami így eltért a körkeresztmetszettől, három párhuzamos tintacsatornát alakított ki a belső, hengeres palást mentén. Ezzel megoldódott a tinta állandóan történő golyóra juttatása, tehát ez a fejlesztés valósította meg a folytonos írás lehetőségét ezzel az íróeszközzel. Erre vonatkozó egyedi szabadalmi bejegyzés nem valósult meg, ennek köszönhető, hogy az általános közvélekedésben ma a golyóstoll nem kapcsolódik Goy Andor személyéhez.
Az így használhatóvá fejlesztett golyóstoll első, Budapesten gyártott szériáját bemutató darabokként Goy Andor németországi tárgyalásokra vitte, ahol egy gyártó (a mai Rotring tustollak ősét jelentő Tintenkuli nevű csőhegyű töltőtollat készítő üzem) esetében teljes sikert aratott a konstrukció. A tárgyalások eredményeképpen meghatározásra kerültek a következő években gyártandó mennyiségek és a forgalmazás módja. Ezek megvalósulását azonban áthúzta a hamarosan megkezdődő második világháború, amikor a polgári termelés háttérbe szorult. Ha a történelem nem hátráltatja ezt a gyártási lehetőséget, akkor ezen toll ismeretében meglehet, hogy a világ fordítva ismerné a feltalálók nevét. Azaz Goy Andort ismernék így, míg Bíró Lászlóról tudhatnák, hogy feltalálótársként működött közre. Sajnálatos módon ebből a tollból, a minden „GO”PEN-ek őséből nem maradt fenn példány.
A háború végeztével Magyarország gazdasága (is) romokban hevert. Azonban Bíró László addigra már Franciaországba, majd Argentínába emigrált, ahol sikerült gyártásba vinnie a golyóstollat először Eterpen, majd Stratopen és végül BIROME néven. Ez utóbbiból baráti kapcsolatok folytán Magyarországra jutott és Goy Andornak bemutatott példány indíttatta a pár éve gyártatlan konstrukciójának ismételt megvalósíttatására 1947-ben.

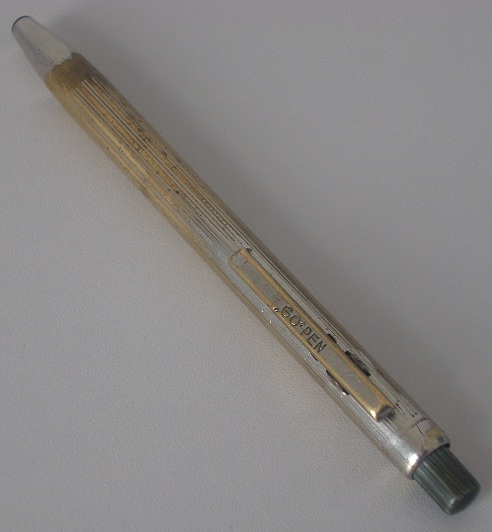
"GO"PEN golyóstoll 1947-ből

Goy Andor a korábbi tollának szerkezetét átalakította oly módon, hogy új megoldású nyomógombos kapcsolószerkezetével a tollbetét kitolhatóvá, majd a csíptető megbillentésével visszahúzhatóvá vált. Ekkorra már több vegyipari cég is gyártott erre a célra használatos tintát, így egy svájci cég termékével töltötte fel az új tollat.
A toll márkanevében utalást tett családnevére is, illetve angolul a gördülő megoldású tollra is, így lett az kontinentális Európa első saját golyóstollának neve „GO”PEN. (Azért csak a kontinensen volt meg az elsősége, mivel Angliában már gyártásba került Bíró László argentínai bankár üzlettársának érdekeltségeként az akkor még fix tolltestű BIRO PEN.) Ennek a tollnak a védettségét már bejegyeztette Goy Andor 1947. április 9-én, a 138882. számon nyilvántartott szabadalmi leírás alatt, majd a különböző módosításait is 1947. november 6-án és 1948. január 20-án.
Az 1947-ben elkészült „GO”PEN forgalomba hozatalát nehezítette, hogy éppen ekkor egy kisvállalkozó is forgalmazni kezdett olyan golyóstollat AKRON néven, ami amerikai alkatrészekből épült fel Magyarországon. (Tudnivaló, hogy Bíró László Észak-Amerikára eladta a jogait az EVERSHARP vállalatnak, illetve jogtalanul is gyártásba került az U.S.A.-ban Reynolds néven.)
Az AKRON egyrészt minőségileg is kifogásolható volt, másrészt  az utolsó európai szabadalmi védettség ellenére készült. A gyártási és forgalmazási jogok az 1938-as megállapodás szerint Goy Andort illették meg. Így a jogvita folytán és a minőségi panaszok miatti csődhelyzet miatt az AKRON végképp megszűnt.
Ezt követően leromlott piaci elvárások közepette 1948-ban kezdődhetett meg a „GO”PEN tollak értékesítése Magyarországon, ami óriási sikerrel járt. Gyakorlatilag a Goy és Kovalszky üzem már ebben az évben nem győzte az igényeket kielégíteni, így külső gyártókapacitást kellett igénybe venniük, ami a jó hírű Schuler József R.t. írószergyártó vállalkozás együttműködésével vált lehetővé.
Az új „GO”PEN listaára ekkor 78,- Forint volt, ami 3-4 hétvégi átlagos nagy bevásárlással volt egyenértékű. Az ennek ellenére is kialakult hatalmas kereslet a gazdaságilag legyengült országban kimondhatatlanul nagy elismertséget jelentett. Az emberek nagy becsben tarthatták nehezen megszerzett „GO”PEN tollaikat.

## A „GO”PEN változatai
- A korai és már feledésbe merült előszéria a német piacra betörni kívánó, fixtestű golyóstoll volt 1938-ban, ami a későbbi márkanevet még nem viselte.
- A „GO”PEN néven először 1947-ben gyártott és 1948-tól forgalmazott tollak még kizárólag a Goy és Kovalszky üzemben készültek. A toll legfontosabb része, az írócsúcs az 1939-es változattal azonos volt. A tolltestnek az írócsúcs körüli nyílása szűkebb volt, mint a tollbetét átmérője, a tollhegynek csak az eleje volt  kitolható. A réz tollbetét hosszirányban, menetes gyűrűvel volt állítható annak érdekében, hogy mindig kellően feszüljön a tolltestben a betét, írás közben ne mozdulhasson el. A nyomógombja márványos mintázatú zöld műanyagból készült. Feltehetően az ilyen ismert „GO”PEN tollak első szériája kapott hosszanti irányban párhuzamos egyenes vésetekkel kialakított díszítést.
- A második változat ezzel még szintén azonos felépítésű volt, azonban a rézcsőből készült tolltest díszítése már hullámvonalasan gilosált volt a krómozott felület alatt és a nyomógombja fekete műanyagból készült. A tollhegy nyílása a korábbihoz képest tovább szűkült.
- A harmadik változat (1948-as gyártástól) már a Schuler József Rt.-nél is gyártásba került, ekkortól jelentősebb módosítások történtek. A tollbetéttel közel azonos átmérőjűvé vált az írócsúcsnál a tolltest nyílása és két oldalon egy-egy hosszanti hasíték volt látható. Az így egymás felé feszülő rugalmas tolltest anyaga volt hivatva, mintegy rugóként megtámasztva az írócsúcs központos rögzítéséről gondoskodni az írás során. A tollbetét hosszirányú menetes állíthatósága megszűnt, az írócsúcs pedig oldalnézetben homorúan ívelt vonalvezetésű lett. Ezek még szintén fekete nyomógombbal és hullámmintázatú gilosálással készültek.
- Ennek egy további változatában a tolltest díszítése körkörös, párhuzamosan egyenes metszett vonalakkal történt.
- Az utolsó változatban, (1949-ben) az eddigi műanyag nyomógombot felváltotta az alumínium nyomógomb, a tolltest díszítése ismét hullámvonalas gilosálással történt.
- Megemlékezésekből ismeretes még egy egyedi példány is, aminek a tollteste nem krómozott felületű volt, hanem aranyozott. Ezt Goy Andor a feleségének készíttette, amit a nevének („Fernácska”) gravírozásával tett még személyre szabottabbá.

## A „GO”PEN tollak megszűnése
1949 októberében, az akkori államosítás utolérte a Goy és Kovalszky üzemet, ami később bezárásra került, az úttörő magyar golyóstollak hosszú időre ismét a feledés homályába vesztek.
Goy Andor kalandos élettörténete során a mai ICO elődjéhez, az Írószergyártó Kisszövetkezethez került, ahol a sokak által ismert '70-es évekbeli golyóstollak gyártása felett is bábáskodott.
Goy Andornak a golyóstollak létrehozása során tett tevékeny közreműködésének elismertségét jelzi, hogy a világháborút követő időszakban nemzetközileg Bíró László argentin szabadalmaival védett golyóstollgyártás egyetlen piaci szereplője Magyarország volt, ahonnan soha nem is kellett a BIRO Patentes AG Zug számára szabadalmi díjakat megfizetni. Tehát a nemzetközi jogtulajdonosok mindig is elismerték az 1938-ban Bíró László és Goy Andor között kötött megállapodás Goy Andorra vonatkozó jogait.

## Galéria

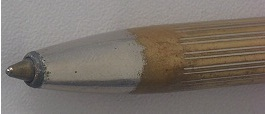
1947-es "GO"PEN golyóstoll hegye
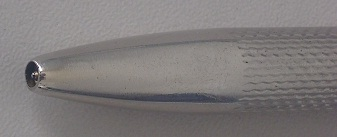
1947-'48-as "GO"PEN hegye
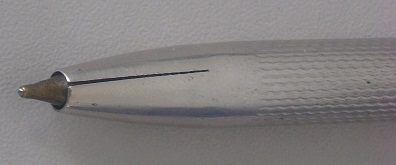
1948-as változat írócsúcsa
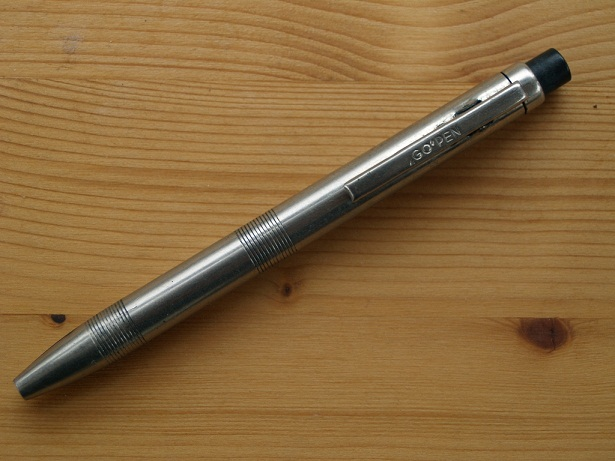
Ritka díszítéssel
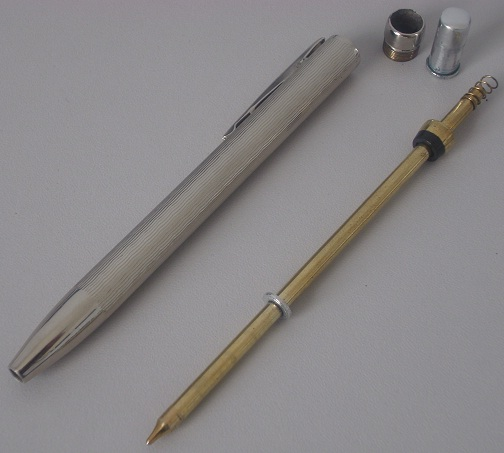
Utolsó széria
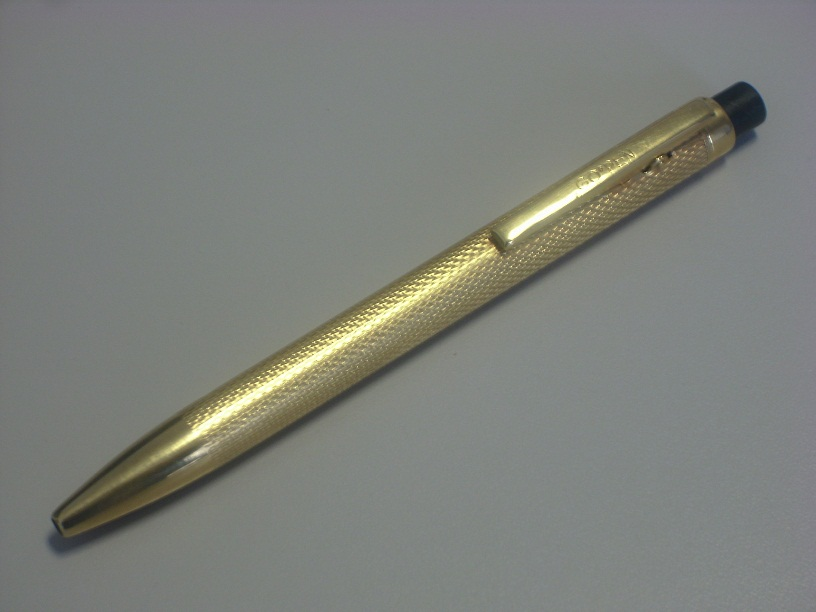
Aranyozott változat